# تیمین، استان پومرانیان غربی
تیمین، استان پومرانیان غربی (به لاتین: Tymień, West Pomeranian Voivodeship) یک منطقهٔ مسکونی در لهستان است که در Gmina Będzino واقع شده‌است.

## خصوصیات
تیمین ۹۵۰ نفر جمعیت دارد.